# Marek Potrzebowski
Marek Józef Potrzebowski (ur. 5 marca 1954) – polski profesor nauk chemicznych. Specjalizuje się w zagadnieniach z zakresu chemii fizycznej, organicznej i teoretycznej oraz spektroskopii. Dyrektor i profesor zwyczajny Centrum Badań Molekularnych i Makromolekularnych PAN w Łodzi, członek Komitetu Chemicznego PAN. Członek korespondent Wydziału Nauk Ścisłych i Nauk o Ziemi Polskiej Akademii Nauk od 2019 roku. Zasiada w Radzie Redakcyjnej czasopisma Wiadomości Chemiczne wydawanego przez Polskie Towarzystwo Chemiczne oraz w Radzie Naukowej Instytutu Chemii Organicznej PAN w kadencji 2019–2022.
Habilitował się w 1996 w CBMiM PAN na podstawie pracy zatytułowanej Struktura i dynamika dichalkogenów fosforoorganiczna w ciele stałym na podstawie spektroskopii MRJ. Tytuł profesora nauk chemicznych otrzymał w 2004 roku.
W 2022 roku otrzymał Nagrodę Miasta Łodzi.
Był jednym z naukowców, którzy podpisali list dyrektorów instytutów Polskiej Akademii Nauk wystosowany 21 lutego 2019, w którym przedstawiciele świata nauki wyrazili sprzeciw wobec propozycji zawieszenia obowiązkowej matury z matematyki.
Został odznaczony Srebrnym Krzyżem Zasługi (1996) oraz Krzyżem Kawalerskim Orderu Odrodzenia Polski.

## Wybrane publikacje naukowe
Jest autorem lub współautorem wielu publikacji naukowych, np.:
- Marek J. Potrzebowski i inni, Synthesis and Structural Studies of SP and RP Diastereomers of Deoxyxylothymidyl-3′-O-acetylthymidyl (3′,5′)-O-(2-Cyanoethyl)phosphorothioate in Solution and in the Solid State, „European Journal of Organic Chemistry”, 2001 (8), 2001, s. 1491–1501, DOI: 10.1002/1099-0690(200104)2001:8<1491::AID-EJOC1491>3.0.CO;2-3.
- M.J. Potrzebowski, K. Ganicz, S. Kaźmierski, 31P high resolution solid state NMR studies of phosphoroorganic compounds of biological interest, „Polish Journal of Chemistry”, 75 (8), 2001, s. 1147–1169.
- M.J. Potrzebowski i inni, Investigation of structure and motional behavior of 1,6:3,4-dianhydro-2-O-tosyl-β-D-galactopyranose in solution by means of multiple-field NMR spectroscopy, „Journal of Molecular Structure”, 597 (1–3), 2001, s. 7–19, DOI: 10.1016/S0022-2860(01)00571-3.
- M.J. Potrzebowski, J. Helinski, W. Ciesielski, Two-dimensional and variable temperature 31P solid-state NMR studies of single crystals containing symmetrical/unsymmetrical bis[6-O,6-O′-(1,2:3,4-diisopropylidene-α-D-galactopyranosyl)thiophosphoryl] dichalcogenides, „Chemical Communications”, 15, 2002, DOI: 10.1039/B204627J.
- Marek J. Potrzebowski i inni, X-ray, 31P CP/MAS, and Single-crystal NMR Studies, and 31P DFT GIAO Calculations of Inclusion Complexes of Bis[6-O,6-O′-(1,2:3,4-Diisopropylidene-α-D-galactopyranosyl)thiophosphoryl] Disulfide: The Importance of C–H⋯S=P Contacts in the Solid State, „Chemistry: A European Journal”, 8 (12), 2002, s. 2691–2699, DOI: 10.1002/1521-3765(20020617)8:12<2691::AID-CHEM2691>3.0.CO;2-E.
- Sebastian Olejniczak, Marek J. Potrzebowski, Lucyna A. Wozniak, Synthesis and NMR Structural Analysis of 2′-OMe-Uridin-3′-yl (3′,5′)-5′-O-(N-Isobutyryl-2′-OMe-Cytidine) Methylthiophosphonates, „European Journal of Organic Chemistry”, 2004 (9), 2004, s. 1958–1966, DOI: 10.1002/ejoc.200300772.